# Ada Karmi-Melamede

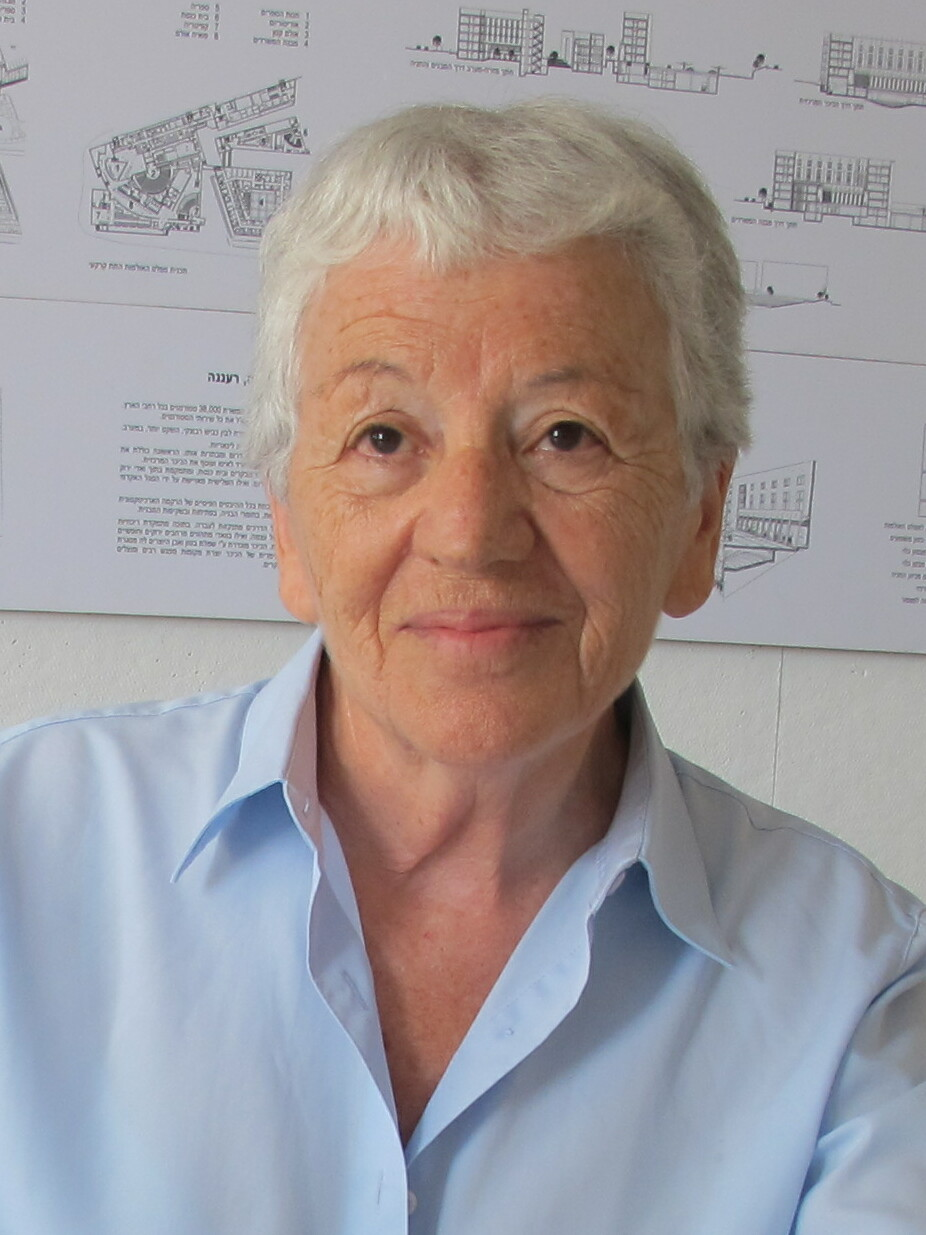
Ada Karmi-Melamede

Ada Karmi-Melamede (hebräisch עדה כרמי-מלמד; geboren 24. Dezember 1936 in Tel Aviv-Jaffa, damals Mandatsgebiet Palästina) ist eine israelische Architektin. Internationales Ansehen erlangte sie mit dem Bau des preisgekrönten Obersten Gerichtshof in Jerusalem, den sie zusammen mit ihrem Bruder Ram Karmi entworfen hatte. Karmi-Melamede erhielt 2007 den Israel-Preis für Architektur.

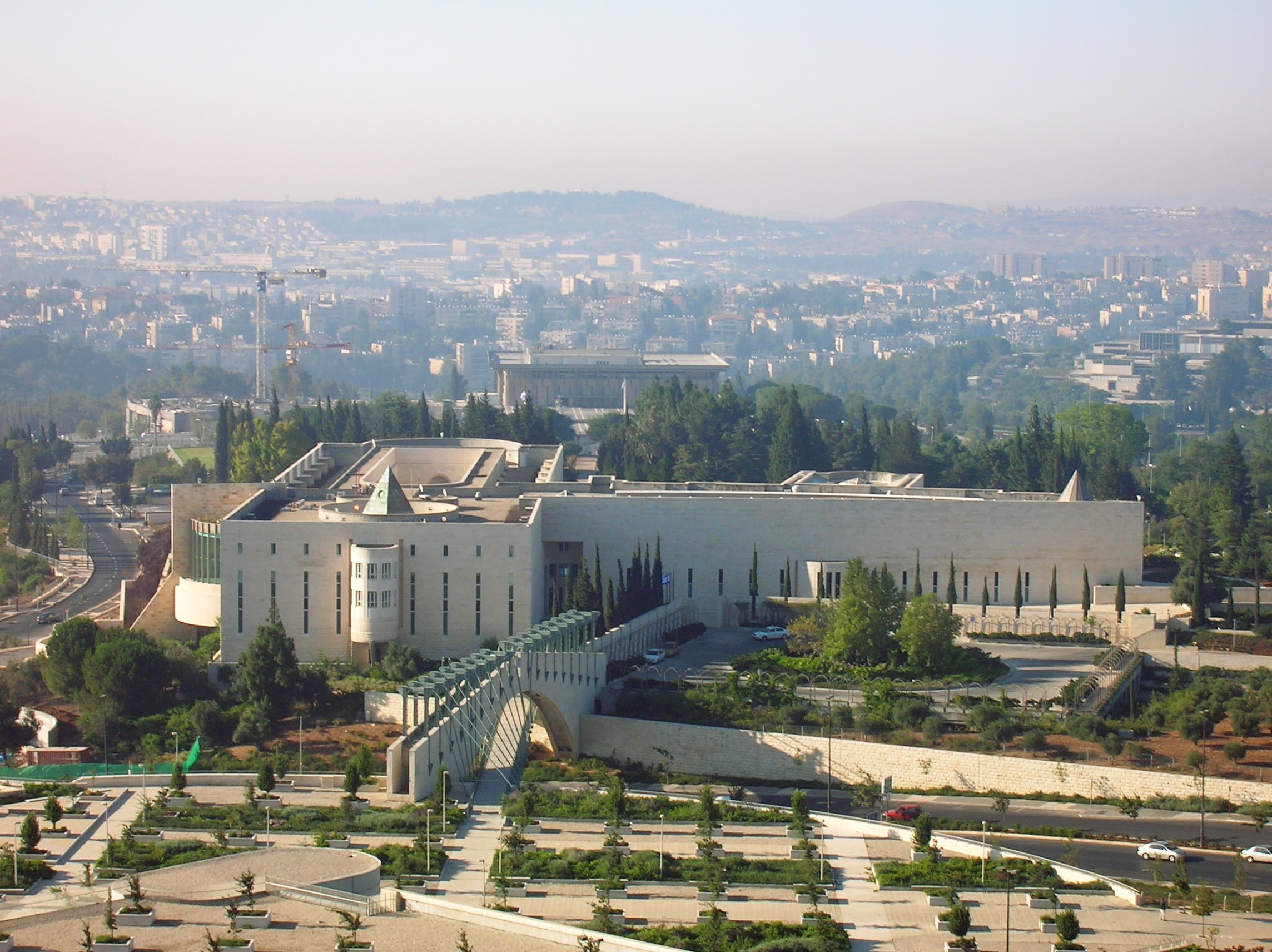
Oberster Gerichtshof, Jerusalem

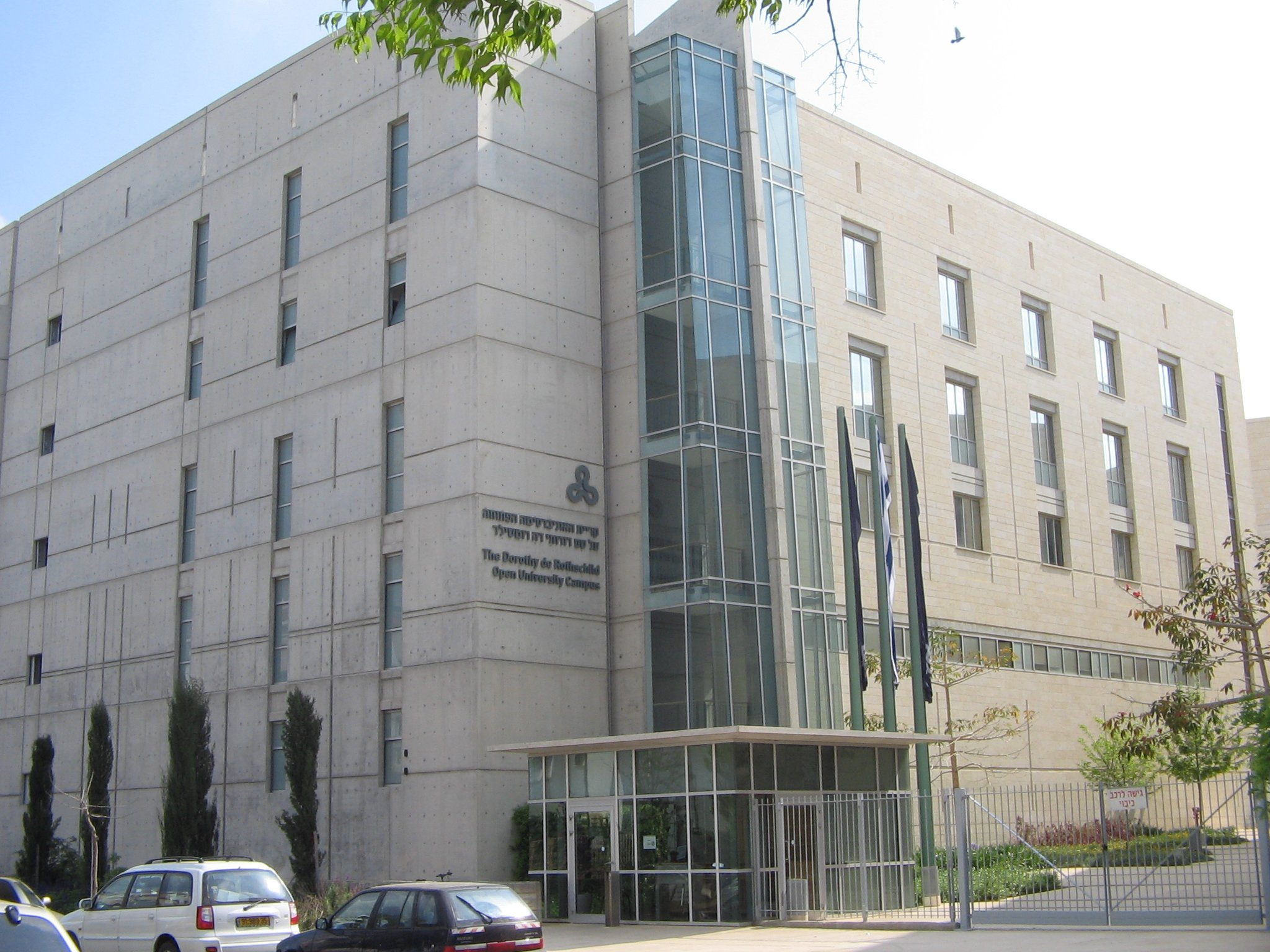
Dorothy-de-Rothschild-Campus der Open University of Israel, Ra'amana

## Leben

### Jugend und Ausbildung
Karmi-Melamede ist die Tochter des Architekten Dov Karmi, der aus Odessa stammte und mit seiner Familie 1921 in das Britische Mandatsgebiet Palästina ausgewanderte. Ihre Mutter Haia, geborene Maklev, hatte in Montpellier in Frankreich studiert, war in Israel aber als Hausfrau tätig. Nach dem Abitur leistete Ada ihren Wehrdienst in der paramilitärischen Einheit eines Kibbuzes.
Wie schon ihr Vater und der ältere Bruder Ram Karmi studierte Ada Architektur, zunächst von 1956 bis 1959 an der Architectural Association School of Architecture in London und von 1961/62 am Technion in Haifa, wo sie 1963 ihren Abschluss in Architektur machte.

### Architektin und Hochschullehrerin
Seit 1962 arbeitete Ada mit ihrem Bruder in der Firma des Vaters. 1964 gründeten Ram und Ada eine eigene Firma, die Ada 1967 wieder verließ, als sie mit ihrer Familie – sie hatte 1961 geheiratet – in die Vereinigten Staaten von Amerika zog. Karmi-Melamede lehrte dort mit Lauretta Vinciarelli und Mary McLeod als eine der ersten Frauen an der Columbia University in New York, der Yale University und der University of Pennsylvania Architektur und war an einer Reihe von Architekturprojekten beteiligt. Sie war Gastkritikerin in Yale, Harvard, am Massachusetts Institute of Technology, an der Columbia University und an der University of Pennsylvania.
Karmi-Melamede erhielt drei Stipendien des United States National Endowment for the Arts: 1975 für eine Studie über die Second Avenue in New York City, 1976/77 für eine Studie über Verkehr, gemischte Bebauung, Wohnen und Industrie in Long Island City und 1984 für eine Studie über die Architektur im Palästina unter dem britischen Völkerbundsmandat. Die letztgenannte Studie veröffentlichte sie 2011 als Buch. Die Ergebnisse waren 2016 auch Thema einer Ausstellung im Israel-Museum.
1986 kehrte Karmi-Melamed nach Israel zurück, um mit ihrem Bruder am internationalen Wettbewerb zur Gestaltung des Obersten Gerichtshofs von Israel teilzunehmen. Die beiden gewannen den ersten Preis. Das Gebäude wurde 1992 der Öffentlichkeit übergeben. Der Architekturkritiker der New York Times, Paul Goldberger, schrieb über den Entwurf: „Die Schärfe der mediterranen architektonischen Tradition und die Würde des Gesetzes sind hier mit bemerkenswerter Anmut verbunden.“

### Ada Karmi-Melamede Architects
1992 gründete Karmi-Melamede ihr eigenes Architekturbüro Ada Karmi-Melamede Architects. Das Büro beschäftigt sich mit großformatigem Stadtdesign ebenso, wie mit kleinen Innenräumen, maßgefertigten Möbeln und Einrichtungsgegenständen. In ihrer Arbeit verbindet sie internationale architektonische Prinzipien mit lokalen und historischen.

„Wir streben danach, Gebäude und Umgebungen zu schaffen, die auf jedes einzelne Programm und jede Umgebung reagieren und die Art und Weise, wie sie hergestellt werden, durch sorgfältige Details in der Entwurfsphase und kontinuierliche Beteiligung am Bauprozess zum Ausdruck bringen. Soweit möglich, setzen wir auf lokale Gebäudetechnologien und -systeme sowie verfügbare Materialien.“

Karmi-Melamede möchte eine israelische Architektur verwirklichen. In einer Umgebung mit intensiver Sonneneinstrahlung ist sie bedacht, Licht und Schatten in eine angenehme Form zu bringen. Sie gestaltet gerne Innenhöfe und nennt sie „dachlose Räume“. Typisch sind Fassaden mit schmalen Fenstern, die Licht bringen und die Sonnenhitze dennoch aussperren.
Mit dem Besucherzentrum von Ramat Hanadiv in Zichron Jaʿakov gelang es ihr, ein nachhaltiges, energiesparendes Gebäude zu schaffen, das sich harmonisch in die Landschaft einfügt. Es wurde daher mit dem Gütesiegel „Exzellent“ des israelischen Normungsinstituts ausgezeichnet und erhielt auch das amerikanische LEED-Rating.
Nachdem ihr Vater Dov Karmi den Israel-Preis 1957 und ihr Bruder Ram Karmi ihn 2002 bekommen hatten, wurde er Ada Karmi-Melamede 2007 überreicht.

### Privates
Karmi-Melamede ist seit 1961 die Ehefrau von Amos Melamede (1933–1994), einem Ökonomen, Geschäftsmann und Kampfpiloten. Zwischen 1962 und 1968 bekamen die beiden drei Kinder. Sie haben sieben Enkelkinder.

## Projekte (Auswahl)
Projekte in der Reihenfolge ihrer Fertigstellung:
- 1995: mit Ram Karmi: Innen- und Außendesign, Landschaftsplanung sowie Möbel für den Obersten Gerichtshof, Jerusalem, Israel[8][9]
- 1995: Israelisches Institut für Demokratie, Jerusalem[10]
- 1996: Campus-Masterplan der Ben-Gurion-Universität im Negev (BGU), Beʾer Scheva, Israel
- 1997: Masterplan für den Dorothy-de-Rothschild-Campus der Open University of Israel, Raʿananna, Israel[11]
- 1998: Erweiterung des Kunstmuseums Mischkan im Kibbuz En Charod: Büros, Archiv und Buchhandlung
- 1999: Fakultätsgebäude für Gesundheitswissenschaften der BGU, Be'er-Sheva
- 2001: Fakultätsgebäude der Biowissenschaften der BGU, Be'er-Sheva[12]
- 2001: Fakultätsgebäude für Lebenswissenschaften der BGU, Be'er-Sheva
- 2004: Fakultätsgebäude für Gesundheitswissenschaften der BGU, Be'er-Sheva[13][14]
- 2004: mit Ram Karmi und der Firma SOM: Planung von Terminal 3 für den Flughafen Ben Gurion in Lod bei Tel Aviv
- 2005: Fakultätsgebäudes für Betriebswirtschaftslehre und öffentliche Verwaltung des Hertzliya Interdisciplinary Center (IDC) in Hertzliya, Israel[15]
- 2006: The Open University in Ra'anana: Unterrichtsräume, Bibliothek, Aula, Büros und eine Synagoge
- 2006: Masterplan für das Schechter Institute of Jewish Studies, Jerusalem
- 2007: Beit Avi-Chai, Institut für jüdische Studien in Jerusalem[16]
- 2007: Renovierung und Umgestaltung von Beit Hahalutzot (Haus der Pionierinnen) im Yad Ben-Zvi (YBZ), Jerusalem[17][18]
- 2008: Besucherzentrum des Parks Ramat Hanadiv, Zichron Jaʿakov, Israel[19]
- 2008: Rova Lev Hair, eine Wohnanlage in Tel-Aviv[20][21][22]
- 2011: Unterrichtsräume des Schechter Institute of Jewish Studies, Jerusalem
- 2016: Beit Straus am Platz der Klagemauer, Jerusalem[23]
- 2019: mit Rivka Karmi: Renovierung von Beit Liebling, das seitdem ein Museum für Bauhaus-Traditionen in Israel ist, Tel Aviv-Jaffa
- 2020: Beit Haliba, das Museum für die Geschichte der Klagemauer, Jerusalem[24]

## Auszeichnungen (Auswahl)
- 1975: National Endowment for the Arts Grant - Second Avenue Study.
- 1976/77: National Endowment for the Arts Grant - for a study of transportation, mixed-use development, housing and industry in Long Island City, 1976–1977.
- 1984: National Endowment for the Arts Grant - for research into Architecture in Palestine under the British Mandate
- 1985: Sandberg-Preis für Forschung in Kunst und Architektur des Israel-Museums, Jerusalem[7]
- 1986: mit Ram Karmi: Erster Preis beim internationalen Wettbewerb für den Obersten Gerichtshof in Israel
- 1998: mit Ram Karmi: Preis der Association of Architects and Engineers in Israel für den Obersten Gerichtshof in Israel
- 2000: Preis für Excellence in Architecture der Hadassah's Women of Distinction (Hadassah's herausragende Frauen)
- 2002: Erster Preis des Schechter Institute of Jewish Studies
- 2003: mit Ram Karmi: Zweiter Preis des Tel Aviv Museum of Art
- 2005: Rechter-Preis für die Gestaltung der School of Government, Policy and Diplomacy und der School of Business des Herzliya Interdisciplinary Center Campus (2005)
- 2007: Israel-Preis für Architektur[7][25]
- 2008: Erste Standard certification for sustainable construction in Israel für das Besucherzentrum von Ramat Hanadiv
- 2010: Magshim Israel Award für die Gestaltung des Ramat Hanadiv Besucherzentrum in Zikhron Ya'akov

## Veröffentlichungen (Auswahl)
- mit Ram Karmi: Supreme Court of Israel, Jerusalem. Edition Axel Menges, Stuttgart / London 2020, ISBN 978-3-932565-71-7 (englisch, Erstausgabe:  1993).
- mit David Robbins: Ada Karmi-Melamede Architect. Life Sciences Buildings. Ben Gurion University of the Negev. Birkhäuser, Basel / Berlin / Boston 2003, ISBN 3-7643-6959-0.
- A foundation for the future. The Ruth and Heinz-Horst Deichmann Building for Health Professions and the Ruth and Heinz-Horst Deichmann Sciences Building at the Faculty of Health Sciences, Ben-Gurion University of the Negev. Ben-Gurion University of the Negev Press, Beer-Sheva 2004, OCLC 234186303 (englisch).
- Ma(r)king ground. Three projects. Frances Lincoln, London 2013, ISBN 978-0-7112-3463-5.
- Architecture in Palestine during the British mandate, 1917-1948. The Israel Museum, Jerusalem 2014, ISBN 978-965-278-423-0 (englisch, Erstausgabe:  2011).